# Gumilar
Gumilar je priimek v Sloveniji, ki ga je po podatkih Statističnega urada Republike Slovenije na dan 1. januarja 2010 uporabljalo 223 oseb. 

## Znan nosilci priimka
- Franc Gumilar (1890 - 1973), učitelj, zgodovinar, muzealec
- Jernej Gumilar (* 2003), atlet šprinter
- Marjan Gumilar (*1956), slikar, prof. ALUO, filmar
- Viljem Gumilar (1927 - 2009), župnik, dekan, monsinjor, kronist